# Adorf (Twist)
Adorf (Ausspracheⓘ) ist ein Ortsteil im Süden der Gemeinde Twist im Landkreis Emsland/Niedersachsen nahe der niederländischen Grenze.

## Geschichte

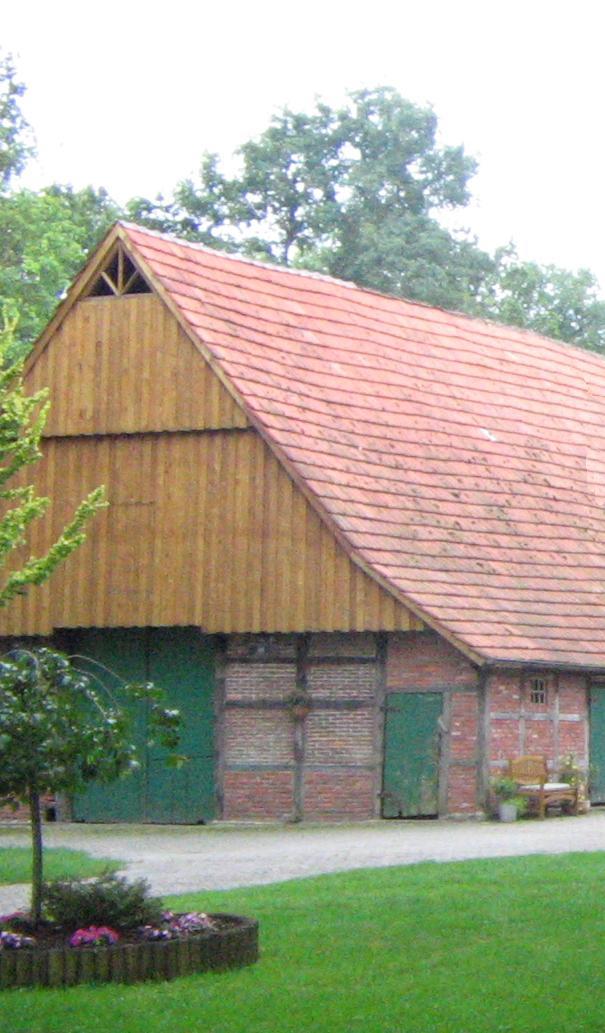
Das älteste Gebäude in der Gemeinde Twist.

Die Besiedlung des südwestlichen Ufers des Grenzflusses Aa ab 1775 macht Adorf zum ältesten Teil der heutigen Gemeinde Twist. Die relativ späte Besiedlung der Moorgegend war von Entbehrungen geprägt. Dies besserte sich erst im Jahr 1892 mit Fertigstellung des Süd-Nord-Kanals.

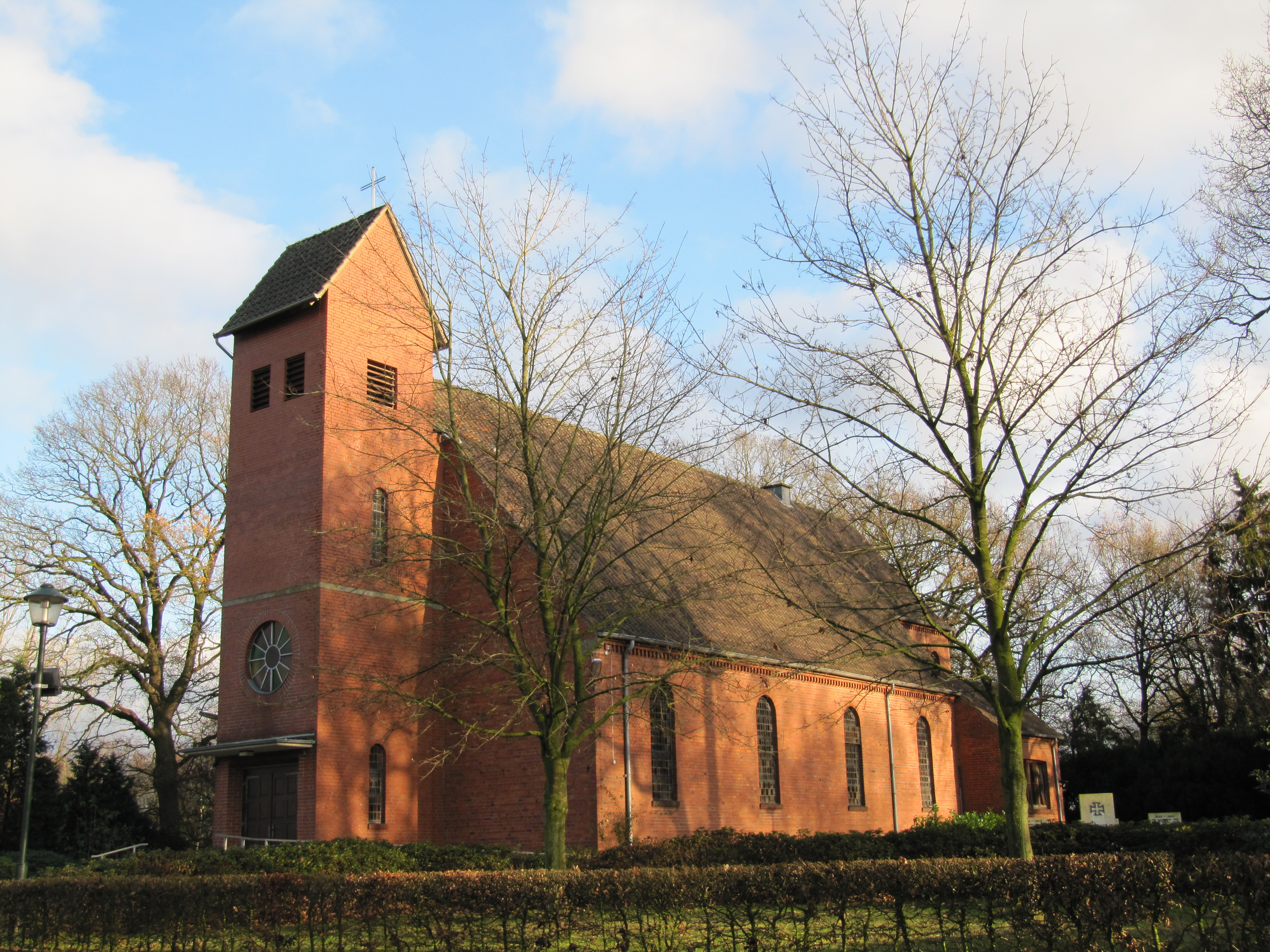
Katholische Kirche St. Marien in Adorf.

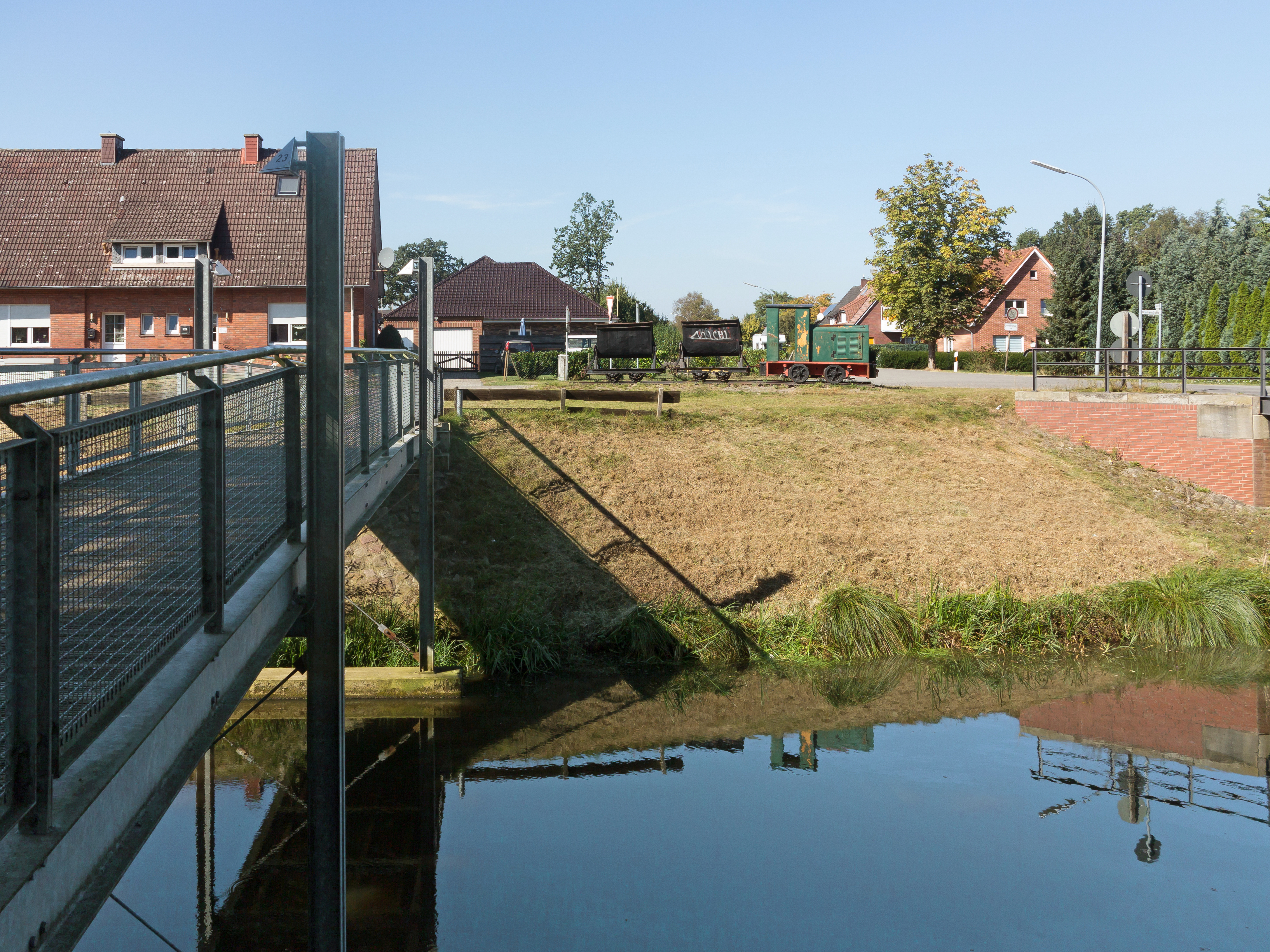
Fußgängerbrücke über den Süd-Nord-Kanal

Die evangelisch-reformierten Siedler gehörten bis 1898 kirchlich zu Veldhausen und seitdem zu Georgsdorf, obwohl dort bereits 1866 eine reformierte Kirche errichtet wurde. Die römisch-katholischen Siedler gehörten bis 1829 kirchlich zu Neuenhaus (Kirche Mariä Himmelfahrt) und seitdem zum Kirchspiel Twist mit der Pfarrkirche St. Georg auf dem Bült. Nach dem Zweiten Weltkrieg wurden in Adorf übergangsweise in einer Gastwirtschaft katholische Gottesdienste abgehalten, weil die britische Militärregierung die Nutzung der Kirche auf dem Bült, wegen ihrer Nähe zur niederländischen Grenze, verboten hatte. Infolgedessen kam der Wunsch nach einer eigenen Kirche auf. Ab 1949 wurde mit den Planungen der neuen Kirche begonnen, deren Grundstein 1950 gelegt wurde. Der Architekt war Nikolaus Sanders. Die Errichtung der Kirche erfolgte ohne die Genehmigung durch den Osnabrücker Bischof, was zu Auseinandersetzungen führte. Dennoch segnete Bischof Berning 1951 den Neubau, weigerte sich aber ihn zu weihen. Die offizielle Weihe der Kirche und des Altars erfolgte erst 1966 durch Bischof Wittler. Die Kirche, die anfangs nur einen kleinen Dachreiter hatte, bekam 1979 ihren jetzigen Kirchturm. Diese Kirche ist heute eine Filialkirche (im Rang einer Kapelle) der Pfarrkirche St. Georg auf dem Bült. Neben der Kirche befindet sich ein Denkmal für gefallene Gemeindemitglieder der beiden Weltkriege.
1801 wurde in Adorf eine evangelisch-reformierte Volksschule eingerichtet. Die katholischen Kinder gingen in die Schule auf dem Hesepertwist. Die katholische Volksschule Adorf wurde 1930 eingerichtet und bezog 1931 das neuerrichtete Schulgebäude. Heute befindet sich die Grundschule Adorf in den Räumlichkeiten der ehemaligen katholischen Volksschule. Diese Schule wird von Kindern aus den Ortsteilen Adorf und Hesepertwist besucht. Im Schuljahr 2012/13 besuchten 29 Kinder die Grundschule.
Lange Zeit gehörte Adorf zur Grafschaft Bentheim, im Rahmen der niedersächsischen Gemeindereform wurde es am 1. März 1974 ein Teil der 1964 gegründeten Gemeinde Twist und somit auch Teil des Landkreises Meppen. Seit der Kreisreform von 1977 gehört Adorf zum Landkreis Emsland.
Bei einem Hausbrand in Bürgermeister Hermann Rickers Haus zur Zeit des Ersten Weltkrieges ist das alte Adorfer Gemeindearchiv mit sämtlichen alten Dokumenten und Urkunden verbrannt. 1933 wurde in Adorf ein eigenes Standesamt eingerichtet, zuvor gehörte Adorf zum Standesamtsbezirk Georgsdorf.
Das älteste Gebäude der Gemeinde Twist steht in Adorf, es ist ein niederdeutsches Hallenhaus, dessen älteste Teile vermutlich aus dem 17. Jahrhundert stammen und das bis etwa 1850 in Hohenkörben bei Nordhorn stand. Es wurde dann von der Familie Fuhler gekauft, abgebaut und an seinem jetzigen Standort auf dem Hof Bollmer in Adorf wiederaufgebaut.
Der Schützenverein Adorf e. V. wurde 1920 gegründet. Der Sport Club Adorf e. V. wurde 1984 gegründet. In Adorf gibt es ein Dorfgemeinschaftshaus, zwei Fußballplätze, ein Sportlerheim und einen Schützenkeller mit Schießbahnen im Keller der Grundschule.

### Bürgermeister
Die Gemeinde Adorf hatte während ihrer politischen Selbstständigkeit folgende Gemeindevorsteher bzw. Bürgermeister:
- Jan Harm Eilders (genannt 1881)
- Jan Harm Olthoff (ca. 1910)
- Hermann Rickers (bis ca. 1920)
- Bernhard Hake (ca. 1920 bis 1931)
- Gerhard Janning (1931 bis 1946)
- Gerhard Bollmer (1946 bis 1947)
- Rudolf Rickers (1947 bis 1949)
- Bernhard Hake (1949 bis 1974)